# Nina Špitálníková
Nina Špitálníková (* 27. prosince 1987 Chrudim) je česká koreanistka, odbornice na Korejskou lidově demokratickou republiku a spisovatelka.

## Život

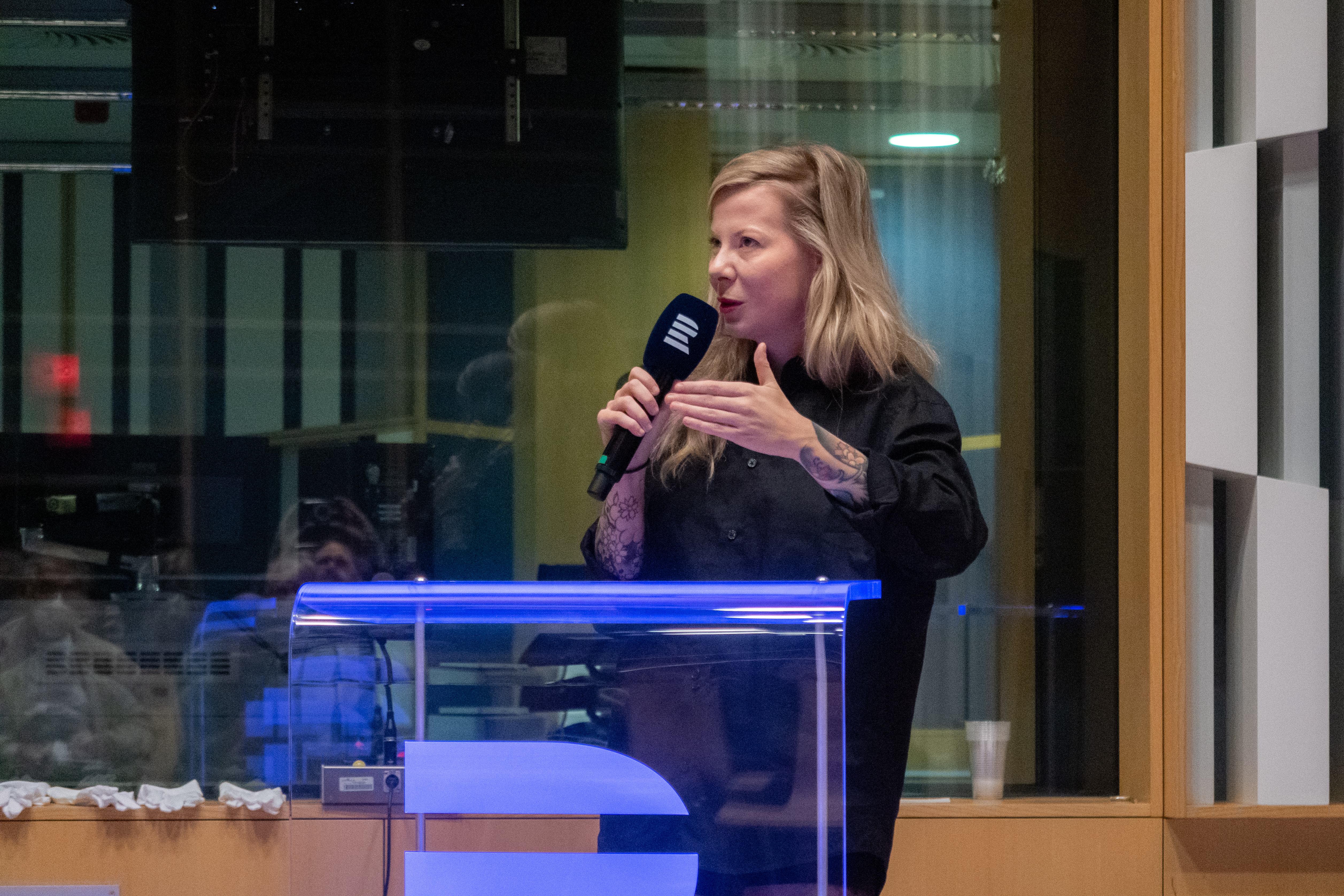
Nina Špitálníková vystupující ve Studiu S2 v budově Českého rozhlasu (2025)

Vystudovala Gymnázium Kladno a následně absolvovala obor koreanistika na Ústavu Dálného východu na Filozofické fakultě Univerzity Karlovy v Praze. V průběhu studia se vědecky zabývala severokorejskou propagandou, vývojem kultu osobnosti Kim Ir-sena a historií Korejské lidově demokratické republiky. V rámci studií absolvovala semestr na Univerzitě Songgjungwan v jihokorejském Soulu. V roce 2011 a 2012 se rovněž zúčastnila studijních pobytů na Kim Ir-senově univerzitě v Pchjongjangu. Své poznatky publikovala v knize Na studiích v KLDR: Mezi dvěma Kimy a Deníky že Severní Koreje. Na Fakultě humanitních studií se stala posluchačkou navazujícího magisterského oboru Orální historie – soudobé dějiny.
V roce 2018 se stala členkou výzkumného týmu v Peace Research Center Prague, který koordinuje Institut bezpečnostní politiky, ve spolupráci s jednotlivci z Peace Research Institut Frankfurt, Katedry mezinárodních vztahů, Katedry evropského práva, Katedry psychologie a Ústavu ekonomických studií UK. Angažuje se v aktivitách souvisejících s genderovou nerovností a s problematikou samoživitelek. V roce 2017 založila s britským dubovým uskupením Vibronics mezinárodní projekt Woman on a mission, který upozorňuje na znevýhodnění žen v hudebním průmyslu. Jako dramaturgyně a produkční pracuje v pražském multikulturním centru Crossclub.
Ve volbách do Evropského parlamentu v květnu 2019 kandidovala jako nestraník na 7. místě kandidátky Pirátů, ale nebyla zvolena.
V roce 2019 i 2020 byla nominována na Cenu Františky Plamínkové v kategorii osobnost roku. Za svoji knihu Svědectví o životě v KLDR získala v roce 2021 cenu  Magnesia Litera v kategorii publicistika.
V roce 2015 poskytla jako vyznavačka BDSM rozhovor serveru iDNES.cz v rámci seriálu Lidé Česka. V interview prozradila, že již v 17 letech si oblíbila japonskou bondage, kterou považuje za druh umění. Také zjistila, že ji baví bolest a nechala si aplikovat různé piercingy, jakož i postupné tetování většiny částí těla.
Žije v Praze. Ze vztahu s barbadoským hudebníkem žijícím v Londýně má syna Malcolma (nar. 2017).

## Publikace
- Propaganda v KLDR: funkce, metody a vývoj. Kolín: Beth-Or, 2014.
- Na studiích v KLDR: Mezi dvěma Kimy, Praha: Lidové noviny, 2017.
- spoluautorství na sborníku Made in Korea. Praha: Nová vlna, 2018, s. 353–358.
- Svědectví o životě v KLDR, Praha: NLN 2020
- Severka, Praha: NLN 2023